# 55e groupe de reconnaissance de division d'infanterie
Le 55e groupe de reconnaissance de division d'infanterie (55e GRDI) est une unité de l'Armée française créée en 1939 ayant participé à la Seconde Guerre mondiale. 

## Historique
Le 55e groupe de reconnaissance de division d'infanterie est créé en 1939 au centre mobilisateur de cavalerie no 14 de Vienne. Il est rattaché à la 64e division d'infanterie alpine qui fait partie de l'armée des Alpes. Durant toute la drôle de guerre, il occupe diverses positions dans les Alpes.
En mai 1940, il est placé en réserve de sa division en position dans le secteur fortifié du Dauphiné. Il effectue des missions de surveillance dans la vallée de la Durance.
Après la percée allemande dans la vallée du Rhône, l'escadron moto du 55e GRDI prend position à Vienne. Après l'Armistice, le GRDI reste mobilisé pour maintenir l'ordre dans la région de Saint-Étienne, Feurs et Roanne, de laquelle l'armée allemande s'est retirée. Il est dissout le 29 juillet 1940.

## Ordre de bataille
L'ordre de bataille est le suivant :
- commandement, chef d’escadrons de la Treille de Fozières ;
- adjoints, capitaines Garraud et Azais ;
- escadron hors rang, capitaine Verdet-Kleber ;
- escadron hippomobile, capitaine de Roussy de Sales ;
- escadron motorisé, lieutenant Souché ;
- escadron mitrailleuses et canons de 25, capitaine Cloitre.

## Insigne
L'insigne du GRDI présente une tête de cheval ailée dans un triangle. Il est fabriqué par la maison Augis.